# Calotriton arnoldi
Calotriton arnoldi — вид земноводних родини саламандрових (Salamandridae). Один із 2 видів роду. Ендемік Іспанії. Мешканець холодних гірських потоків і водойм. Вид занесений до Червоного списку МСОП.

## Етимологія
Calotriton arnoldi названий на честь відомого британського герпетолога Е. Н. Арнольда.
Назва на інших мовах: Montseny Brook Newt, Montseny Newt (англ.; дослівно «струмковий тритон монценський», «тритон монценський»).

## Опис
Тритон середнього розміру. Загальна довжина (L. + L.cd.) сягає 12 см. Спостерігається статевий диморфізм: самиця більша за самця. За своєю будовою схожий на тритона піренейського (Calotriton asper), але менший за розмірами. Тіло в поперечному перерізі овальне, з деякою дорсо-вентральною компресією. Хвіст відносно короткий і сильно стиснутий збоку, дуже глибокий біля основи та поступово звужується до тупого кінця. Клоака в самців конічна, має форму напівсфери, у самиць — загострена назад, циліндрична і відносно вузька. Пальці ніг не подовжені і не перетинчасті, їх кінчики темні й гострі. Голова сильно сплощена, з найширшою частиною на рівні очей, з досить великими позавушними залозами (паротидами). Морда притуплена з опуклими боками, помітно піднята. Шкіра відносно груба, але меншою мірою ніж у тритона піренейського. Горбки мають кінчики з широкими, тупими і жорсткими шипами на спині, меншими та більш розкиданими на голові та боках. 
Забарвлення верхньої сторони тіла звичайно коричневого, шоколадного або темно-сірого кольору, рідше світло-сірого кольору, часто з оливковим відтінком (загалом темніше ніж у тритона піренейського), інколи з легкими сріблясто-золотистими або білуватими вкрапленнями з боків. Уздовж середини спини іноді тягнуться переривчасті жовті смужки, особливо в нестатевозрілих особин. Горло рожево-жовтувате, дуже світле, майже без плям або з легкою темною крапкою. Черево напівпрозоре, від жовтого до охристого або помаранчевого кольору, часто з темними плямами і крапками. Клоака має яскравий червонувато-помаранчевий кінчик.

## Поширення

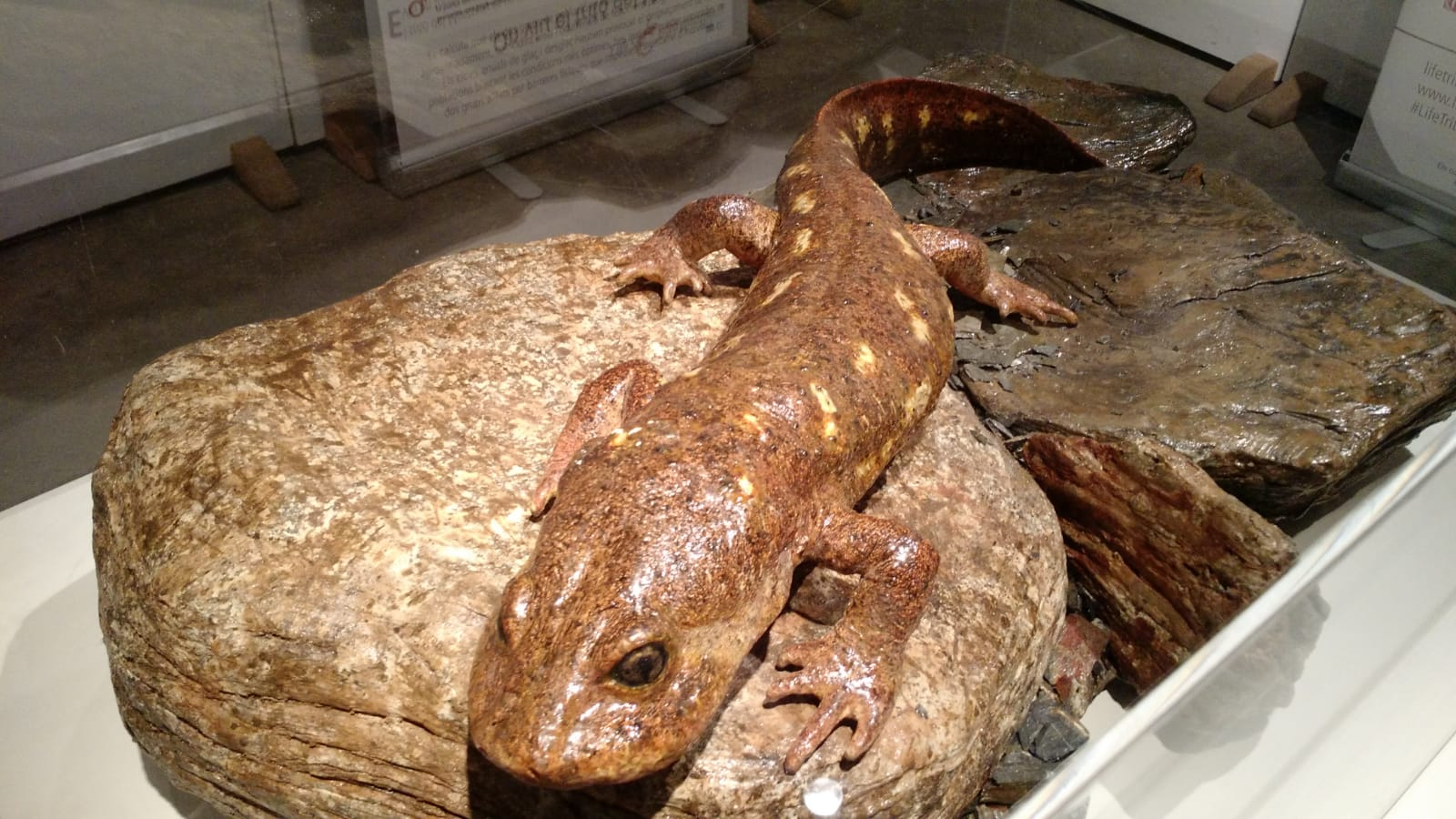
Копія струмкового тритона Арнольді в Етнологічному музеї Монцені

Ендемік Іспанії. Ареал обмежений площею 120 км² серед гірського масиву Монцені у Піренеях.
Загальна чисельність обстежених у 2013 році 7 популяцій Calotrion arnoldi в межах природного парку «Ель Монцені» становила 1000—1500 статевозрілих особин. За останні 10 років чисельність популяції скоротилась на 15 %.

## Місця проживання
Представники роду Calotriton мають невеликі легені, що знижує плавучість і зменшує ймовірність бути занесеними течіями, тому їм необхідно жити в середовищах, багатих киснем. Вони населяють холодні гірські струмки і невеликі оліготрофні водойми, а також старі зволожені ділянки серед розріджених широколистяних, переважно дубових і букових лісів, на висотах від  600 до 1200 м н. р. м. Водотоки і ставки можуть бути тимчасовими, що пересихають влітку. На суші трапляються рідко, віддаючи перевагу кам'янистим ділянкам із розвиненою листяною підстилкою поблизу водойм.

## Особливості біології
Струмкові тритони майже все життя проводять у воді. Дорослі C. arnoldi найбільш активні в струмках навесні та восени, коли кліматичні та гідрологічні умови сприятливі. Активні весь рік, але при посухах та взимку можуть забиватись у тріщини скель і переживати несприятливі періоди в холодних підземних водах з температурою води нижче 15° С. Зазвичай тримаються під камінням і колодами у воді й дуже рідко і тільки в дорослому віці — на берегах струмка. У товщі води можна побачити тільки дорослих тритонів. Молоді особини ведуть потайний спосіб життя на дні, цьому сприяє їх забарвлення, яке нагадує опале у воду листя бука і дуба. 
Статева зрілість у самців настає в 2,5—3 роки, у самиць — у 4 роки. Розмножуються тритони протягом року, але переважно навесні або восени. Самці активно шукають самок або заманюють їх піднятим хвостом, розташувавшись на відкритому просторі. Коли самиця наближається, самець швидко схоплює її щелепами і утримує своїм хвостом, обгорнутим навколо неї. Копуляція може тривати до 30 годин (але зазвичай менше), під час якої самець масажує клоаку самиці й вкладає в неї до 4 сперматофорів. Самиці, використовуючи подовжену клоаку, відкладають до 40 досить великих яєць, діаметром близько 2,5 мм (без оболонок), розміщуючи їх поодинці під каменями та колодами. Через 6 тижнів з'являються личинки. Молоді тритони зазвичай проводять один рік у воді до завершення метаморфозу. 
Живиться різноманітними водними безхребетними, віддаючи перевагу личинкам комах. 

## Охорона
Раритетний вид амфібій, занесений до Червоного списку МСОП (охоронна категорія: вид перебуває в критичному стані).
Найбільшою загрозою для виду є висихання гірських потоків, спричинене тривалими посухами взимку та влітку. Крім того, гірські потоки пересихають через велику кількість води, яка видобувається для виготовлення та продажу бутильованої води. Ще однією загрозою є зміна середовища існування внаслідок надмірної рекреації. Виду можуть також, певним чином, загрожувати захворювання: 1) хітридіомікоз, викликане Batrachochytrium salamandrivorans, що має тенденцію до поширення серед саламандр Європи; 2) пігментні пухлини шкіри, які, ймовірно, виникають внаслідок антропогенного забруднення водойм.

## Практичне значення
Струмкові тритони, у тому числі тритон монценський, належать до слаботоксичних земноводних. Для захисту від хижаків вони використовують молочноподібну рідину із неприємним запахом і смаком, яку виділяють їх паротиди та інші шкірні залози. При потраплянні цього секрету на слизові оболонки людини спостерігається легке печіння. Тому після «спілкування» із тритонами треба ретельно мити руки. 

## Систематика
Один із 2 видів роду струмкових тритонів (Calotriton).
Calotriton arnoldi відокремився від Calotriton asper 1,1—2 мільйони років тому в плейстоцені. Хоча ареали їх поширення розділяють лише 25 км, з тої пори вони еволюціонували незалежно. Крім того, хоча між двома видами все ще існує подібність у морфології та поведінці, не було жодних ознак гібридизації, ймовірно, через географічну ізоляцію.
У межах вузьколокального ареалу, прив'язаного до долини р. Тордер у гірському масиві Монцені (Піренеї), описано 2 популяції струмкового тритона монценського. Представники західної популяції характеризуються рівномірним коричневим забарвлення та іноді мають білий колір морди. В особин східної популяції спинна й бокові поверхні тіла вкриті жовтими плямами.